# عقد 820
عقد 820 هو عقد امتد بين 1 يناير 820 و31 ديسمبر 829 بحسب التقويم الميلادي. سبقه عقد 810 ولحقه عقد 830.

## أحداث
- معركة ثاسوس (829)

## مواليد
- أبو عيسى محمد الترمذي (824)
- أبو محمد بن قتيبة الدينوري (828)
- فرتون غارسيز ملك نافارا (826)
- يحيى العبيدلي (829)
- أبو الفضل جعفر المتوكل على الله (822)
- أبو العنبس الصيمري (828)
- علي الهادي (829)
- ويليام السبتماني (826)
- علي حيدرة بن محمد بن إدريس الثاني (827)
- جعفر بن محمد الفريابي (822)
- ابن الراوندي (827)

## وفيات
- فلف (825)
- ليون الخامس الأرمني (821)
- الوافي أحمد (828)
- أبو العتاهية (826)
- بشر بن المعتمر (825)
- أسد بن الفرات (828)
- طاهر بن الحسين (822)
- توماس الصقلبي (823)
- باسكال الأول (824)
- كم هون تشانغ (822)
- إدريس الثاني (828)

## كتب
- Yves Denis Papin (1998). Chronologie de l'histoire ancienne. Lieu de publication non identifié: Éditions Jean-paul Gisserot. ISBN:2-87747-346-5. OCLC:40746926. مؤرشف من الأصل في 2022-03-16.
- موسوعة حضارة العالم (2002) لأحمد محمد عوف.

## روابط خارجية
- تصفح سنة بسنة عقد 820 على موقع onthisday.com
- تصفح سنة بسنة عقد 820 ابتداءً من سنة عقد 820 على موقع المكتبة الوطنية الفرنسية